# Федорівський заказник
Фе́дорівський зака́зник — ботанічний заказник місцевого значення в Україні.

## Розташування
Заказник розташований на лівому схилі долини річки Серет на західній околиці села Тудорів Чортківського району Тернопільської області. 

## Пам'ятка
Створений у 1977 році рішенням виконавчого комітету Тернопільської обласної ради № 360 від 22 липня 1977 року, зі змінами затвердженими рішенням Тернопільської обласної ради № 238 від 27 квітня 2001 року. Перебуває у віданні Копичинецької міської громади. 

## Характеристика
Площа — 14,1 га.